# Aleksandar Stipčević
Aleksandar Stipčević (Arbanasi, 10. listopada 1930. – Zagreb, 1. rujna 2015.) hrvatski arheolog, bibliograf, albanolog i povjesničar, redovni profesor Sveučilišta u Zagrebu.

## Životopis

### Mladost i obrazovanje
Rođen je u Arbanasima nedaleko od Zadra, danas gradska četvrt Zadra, gdje je pohađao osnovnu školu i gimnaziju, a na Filozofskom fakultetu u Zagrebu diplomirao je godine 1954. arheologiju. Godine 1977. na Filozofskom fakultetu u Zadru doktorirao je tezom Religiozni simbolizam u Ilira.

### Znanstveni rad
Kraće vrijeme radio je u Arheološkom muzeju u Zadru i u Zavodu za povijesne znanosti u Zadru, a godine 1957. prelazi u Nacionalnu i sveučilišnu knjižnicu u Zagrebu na mjesto načelnika Odjela za tiskane knjige. Godine 1974. preuzima dužnost ravnatelja Knjižnice JAZU, a potkraj 1983. prelazi u Leksikografski zavod "Miroslav Krleža", gdje preuzima dužnost glavnog urednika Hrvatskoga biografskog leksikona.
U studenome 1987., nakon izlaska iz tiska drugog sveska, prelazi na Filozofski fakultet Sveučilišta u Zagrebu - Odsjek za informacijske znanosti: Katedru za bibliotekarstvo, gdje predaje sljedeće predmete: »Povijest knjige i knjižnica«, »Bibliografija« i »Sociologija knjige i knjižnica«. U veljači 1978. stječe zvanje bibliotekarskoga savjetnika, a iste mu godine JAZU priznaje zvanje znanstvenoga savjetnika s područja povijesnih znanosti. Godine 1990. izabran je u zvanje znanstvenoga savjetnika s područja informacijskih znanosti. Od 1970-1973., u svojstvu višeg predavača, kao vanjski suradnik, predaje »Uvod u arheologiju« na Filozofskom fakultetu u Prištini. Potkraj 1971. izabran je za predavača za predmet »Uvod u povijest knjige i knjižnica« na poslijediplomskom studiju bibliotekarstva, dokumentacije i informacijskih znanosti Sveučilišta u Zagrebu. Godine 1978. izabran je za honorarnog izvanrednog profesora na novoosnovanoj katedri za bibliotekarstvo Filozofskog fakulteta Sveučilišta u Zagrebu, a godine 1987. izabran je za redovitoga profesora na istom fakultetu. Umirovljen je 1997. godine.

## Djela
- Ilirska umjetnost (Arte degli Illiri, 1963.)
- Bibliografija antičke arheologije u Jugoslaviji I–II (1977.)
- Kultni simboli kod Ilira (1981.)
- Iliri (povijest, život, kultura) (1974.)[2][3]
- Povijest knjige (1985.)[4]
- Cenzura u knjižnicama (1992.)
- O savršenom cenzoru (1994.)
- Priča o hrvatskom biografskom leksikonu (1997.)[5]
- Sudbina knjige (2000.)
- Socijalna povijest knjige u Hrvata I–II (2004. – 2005.)[6]
- Tradicijska kultura zadarskih Arbanasa (2011.)

## Priznanja
- 2015.: Svjedodžba o zaslugama "Milan Šufflay"
- 2017.: Od 12. svibnja 2017. godine ogranak Gradske knjižnice Zadar u gradskoj četvrti Arbanasi nosi ime Ogranak "Aleksandar Stipčević" - Arbanasi

## Vanjske poveznice
Mrežna mjesta
- Aleksandar Stipčević, Djela antičkih pisaca u srednjovjekovnom Zadru, Croatica et Slavica Iadertina, 8/2013, Hrčak
- Aleksandar Stipčević, Struktura bibliotečnih fondova u Hrvatskoj u 15. i 16. stoljeću, Slovo 34/1984., Hrčak
- Prof dr. Stipčeviću dodijeljeno priznanje Skenderbeg  Arhivirana inačica izvorne stranice od 19. travnja 2016. (Wayback Machine), www.hrt.hr, 4. veljače 2015.